# Magalli Meda
Magalli Auxiliadora Meda Padrón (28 de marzo de 1968) es una activista política venezolana que en 2024 se ha desempeñado como jefa del comando nacional de campaña, Con Venezuela, de la lideresa opositora María Corina Machado.

## Asilo
El 20 de marzo de 2024, un día antes del inicio del proceso de postulación para las elecciones presidenciales de 2024, el fiscal general designado por la Asamblea Nacional Constituyente Tarek William Saab ordenó el arresto de Magalli Meda y el de otros ocho dirigentes de la campaña de María Corina, acusándolos de planificar "acciones desestabilizadoras".
El 26 de marzo de 2024, el presidente argentino Javier Milei confirmó a Magalli Meda, Pedro Urruchurtu, Humberto Villalobos, Claudia Macero, Omar González y Fernando Martínez Mottola habían sido recibidos en la residencia de la embajada de Argentina en Caracas en calidad de huéspedes.Al día siguiente, a la embajada se le retiró el servicio eléctrico. El 29 de marzo el gobierno argentino le concedió oficialmente el asilo diplomático a los dirigentes.

## Vida personal
Meda está casada con el historiador Jorge Olavarría de Halleux, siendo nuera del político Jorge Olavarría.